# Hugo Assmann
Hugo Assmann (22 juillet 1933, Venâncio Aires, Brésil - 22 février 2008, São Paulo, Brésil) est un théologien catholique brésilien, qui a développé une importante œuvre après le Concile du Vatican II. Il est considéré comme l'un des pionniers de la Théologie de la libération au Brésil.

## Biographie
Il commence ses études de philosophie au Séminaire Central de São Leopoldo (1951-1960) et de théologie à l'université pontificale grégorienne de Rome. Il étudie aussi la sociologie à l'Université de Francfort, en Allemagne. Après être ordonné prêtre, il obtient un doctorat en Théologie à l'Université Gregorienne de Rome en 1961. Là, il défend sa thèse A Dimensãou sociale do pecado (La dimension sociale du péché).
De retour au Brésil, il s'établit à Porto Alegre, où il est vicaire de la Paroisse de Notre Dame de Montserrat et professeur du Séminaire de Viamão. Dans cette période, il développe son œuvre autour de la "théologie du développement" à travers la revue Seminário, appelée par la suite Ponto Homem.
Après le coup d'état militaire de 1964 au Brésil, il s'établit en Uruguay, puis en Bolivie et après au Chili de Salvador Allende, où il travaille sur la théologie de la révolution. En 1973, il publie Théologie depuis la praxis de la Libération, qui marque sa transition vers la théologie de la libération.
Après le renversement d'Allende par un coup d'état militaire, Assmann s'établit au Costa Rica. Avec Franz Hinkelammert, il développe la réflexion théologique sur la relation entre théologie et économie, au Département Œcuménique de Recherches (DEI), qu'ils fondent ensemble. Ce centre est un des principaux de la théologie de la libération.
Il aide à fonder aussi l'Association Œcuménique de Théologues du Tiers Monde (EATWOT) et la Société Brésilienne de Théologie et Sciences de la Religion (SOTER). De retour au Brésil au début des années 80, il est professeur titulaire de Philosophie de l'éducation et la communication, à l'Université Méthodiste de Piracicaba.
Son œuvre a un caractère fortement interdisciplinaire et œcuménique, allant de l'économie aux sciences sociales, de la communication  à la pédagogie. Sa réflexion n'est pas centrée sur des questions dogmatiques, mais elle part plutôt des pratiques de libération. Il est un des premiers théologiens à utiliser les catégories des sciences sociales dans le discours théologique. Il critique le capitalisme libéral, le marché et parle d'idolâtrie du marché qui "impose le sacrifice de vies humaines". Sa vie est consacrée à la lutte contre la pauvreté et l'exclusion sociale, tout en réclamant à l'Église et la société d'assumer cette lutte.

## Œuvres
- Teología desde la praxis de la liberación (1973)
- Marx, K & Engels, F., Sobre a religião (1979)
- A trilateral. A nova fase do capitalismo mundial (1986)
- A idolatria do mercado. Um ensaio sobre economia e teologia. Petrópolis: Vozes (1989). En français: L'Idolatrie du Marché: critique théologique de l'économie de marché.
- Clamor dos pobres e “racionalidade” econômica, São Paulo (1990)
- Desafios e falácias. Ensaios sobre a conjuntura atual (1991)
- Crítica à lógica da exclusão. Ensaios sobre economia e teologia (1994)
- Reencantar a educação: rumo à sociedade aprendente. Petrópolis:Vozes (2003)
- Competência e Sensibilidade solidária: Educar para a Esperança, avec Jung Mo Sung (2000)
- Curiosidade e prazer de aprender. (2004)
- Redes digitais e metamorfoses do aprender, avec Rosana Pereira Lopes, Rosemeire Carvalho do Amaral Delcin, Gilberto Canto et Getúlio de Souza Nunes (2005)
- Deus em nós: o reinado de Deus que acontece no amor solidário aos pobres, avec Jung Mo Sung (2010)

## Sources
- Instituto Humanitas. Consulté le 22 février 2008.
- Currículum no Conselho Nacional de Desenvolvimento Científico e Tecnológico. Consulté le 22 février 2008.
- Jung Mo Sung: Hugo Assmann: teologia com paixão e coragem, Instituto Humanitas. Consulté le 22 février 2008 .
- Tamayo, J.L. (2008): Da teologia da libertação à educação para a esperança. Instituto Humanitas. Consulté le 22 février 2008.

- (es) Cet article est partiellement ou en totalité issu de l’article de Wikipédia en espagnol intitulé « Hugo Assmann » (voir la liste des auteurs).